# Brezovac (Novska)
Pour les articles homonymes, voir Brezovac.
Brezovac Subocki est un village de la municipalité de Novska (comitat de Sisak-Moslavina) en Croatie. Au recensement de 2011, le village comptait 9 habitants.